# Herbert II. od Vermandoisa
Herbert II. od Vermandoisa (francuski: Héribert II de Vermandois; ? — Saint-Quentin, Aisne, 23. veljače 943.) bio je francuski plemić; grof Vermandoisa, Meauxa i Soissonsa te opat laik. Bio je potomak Karla Velikog kao sin grofa Herberta I. od Vermandoisa i njegove supruge Berte.
Godine 922. čovjek imenom Seulf postao je nadbiskup Reimsa te je rekao grofu Herbertu da će on moći izabrati njegovog nasljednika. Sljedeće godine je Herbert zarobio franačkog kralja Karla III., koji je umro 929. kao zatočenik. Nakon što je Seulf umro 925., Herbert je, uz pomoć kralja Zapadne Franačke Rudolfa, svog sina Huga — koji je tad imao pet godina — pokušao učiniti nadbiskupom; poslao je glasnike k papi Ivanu X. te je papa taj zahtjev i odobrio.
Herbert je 926., poslije smrti grofa Rogerija od Laona, htio svog sina Oda učiniti grofom Laona te se sukobio s kraljem Rudolfom, kojem se poslije ipak podložio. Kasnije se Herbert udružio s Hugom Velikim protiv kralja Luja IV., koji je Laon dao Rogeriju II., sinu Rogerija I., 941. Po zapovijedi kralja Luja, Herbert je obješen.
Herbertova supruga bila je kraljevna Adela, kći kralja Roberta I. Ovo su djeca Adele i Herberta:
- Odo, grof Amiensa i Viennea
- Adalbert I. od Vermandoisa[6]
- Adela od Vermandoisa, grofica Flandrije
- Herbert Stariji od Omoisa, muž Eadgifu
- Robert od Vermandoisa
- Luitgarda od Vermandoisa, grofica Bloisa
- Hugo od Vermandoisa (nadbiskup)
- Guy I. od Soissonsa[7]